# Breitscheidplatz
La Breitscheidplatz [ˈbʀaɪ̯tʃaɪ̯tˌplat͡s]  est une grande place publique de Berlin-Charlottenbourg, en Allemagne. Avec le boulevard Kurfürstendamm adjacent, elle marque le centre de l'ancien Berlin-Ouest. En son centre se trouve l'église du Souvenir avec sa flèche endommagée par le bombardement de Berlin pendant la Seconde Guerre mondiale.

## Emplacement
Créée à la fin du XIXe siècle, la place se trouve dans l'est du quartier de Charlottenbourg, près de la pointe sud-ouest du parc Tiergarten et du jardin zoologique. Elle est située à l'angle de l'avenue Kurfürstendamm et de sa continuation orientale, la Tauentzienstraße conduisant vers Schöneberg et au Kaufhaus des Westens sur la Wittenbergplatz. Le centre commercial Europa-Center et des immeubles de grande hauteur ferment la Breitscheidplatz à l'est et à l'ouest.
Au-dessous de la place les lignes 1 et 2 du métro de Berlin traversent entre les stations de Zoologischer Garten, Kurfürstendamm et Wittenbergplatz.

## Histoire

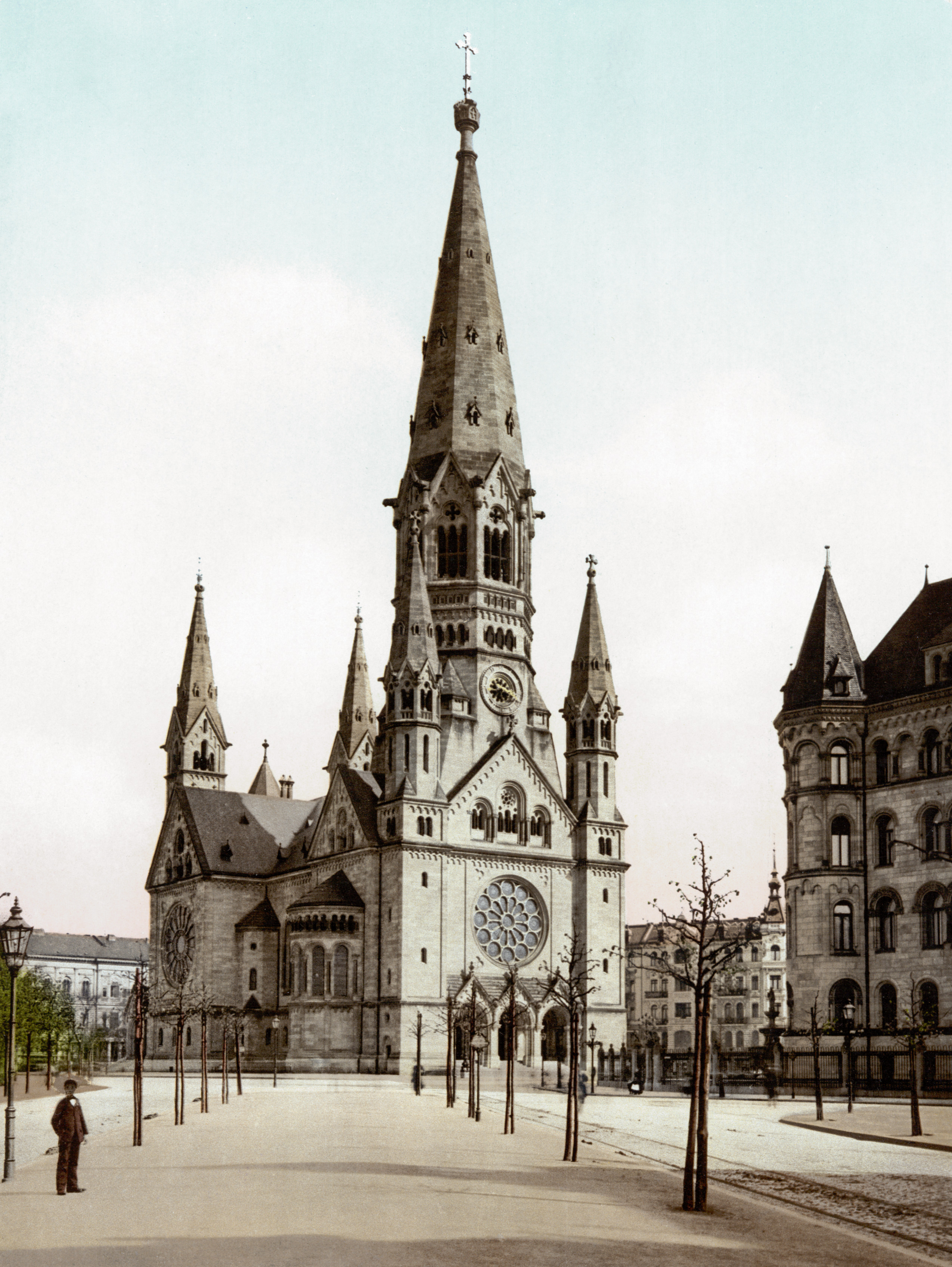
La place et l'église vers 1900.

La place a marqué l'extrémité occidentale d'un axe routier allongé (Generalszug), s'étendant de Charlottenbourg jusqu'au Südstern en Berlin-Kreuzberg au sud-est. Cette artère principale était inscrit dans le plan Hobrecht de 1862 et remontait aux projets antérieurs de Peter Joseph Lenné. La route fut réalisée dans les années 1880; la place à l'endroit ou
celle-ci croise le Kurfürstendamm a tout d'abord été nommée Gutenbergplatz en l'honneur de l'imprimeur Johannes Gutenberg.
Dans le cadre de la construction de l'église du Souvenir, en 1892, la place prit le nom de Auguste-Viktoria-Platz après l'impératrice Augusta-Victoria qui a largement encouragé la réalisation. Conformant au goût du jour, cet édifice religieux en style néo-roman selon les plans de l'architecte Franz Schwechten se reflète-t-il dans la construction entourant comme, par exemple, le cinéma Ufa-Palast am Zoo.
L'aménagement a été fortement endommagé pendant la Seconde Guerre mondiale. Le 31 juillet 1947, la place obtint son nom actuel après Rudolf Breitscheid (1874–1944), membre de la résistance allemande au nazisme. Dans les années 1950 et 1960, elle fut reconstruite sous une forme profondément modifiée, accueillant l'Europa-Center en 1965. Ces dernières années, des bâtiments élevés ont donné un nouveau visage à la place.

## Attentat du 19 décembre 2016
Le marché de Noël de la Breitscheidplatz a été le théâtre de l'attentat meurtrier du 19 décembre 2016. 12 personnes y ont trouvé la mort et 56 personnes ont été blessées. À la date d'anniversaire en 2017, un monument commémoratif a été inauguré au lieu de l'attaque.

## Sources
- (de) Stadtentwicklung (Développement urbain) Berlin 18 mai 2006
- Senatsverwaltung für Stadtentwicklung (Département du Sénat pour le Développement Urbain), "Nachhaltiges Berlin" ("Berlin Durable"), avril 2004.
- Senatsverwaltung für Stadtentwicklung, "Stadtforum Berlin" ("Forum de la ville de Berlin"), décembre 2005.